# Dasineura virgaeaureae
Dasineura virgaeaureae är en tvåvingeart som först beskrevs av Liebel 1889.  Dasineura virgaeaureae ingår i släktet Dasineura och familjen gallmyggor. Inga underarter finns listade i Catalogue of Life.